# Les Nerfs
Les Nerfs est une nouvelle d’Anton Tchekhov, parue en 1885.

## Historique
Les Nerfs est initialement publiée dans la revue russe Les Éclats, no 23, du 8 juin 1885, signée A.Tchékhonté.

## Résumé
De retour d’une séance de spiritisme, l’architecte Dimitri Vaksine est pris de terreur dans son lit. Sa femme, en déplacement, ne rentrera que le lendemain. Il appelle deux fois sa gouvernante qui se méprend sur ses intentions, croyant qu’il veut la faire venir dans son lit. Ne pouvant s'endormir, il va coucher sur un banc, dans la chambre de la gouvernante qui dort paisiblement.
C’est dans cette position embarrassante que sa femme le trouve le lendemain matin.

## Édition française
- Les Nerfs, traduit par Édouard Parayre, in Œuvres I, Paris, Éditions Gallimard, coll. « Bibliothèque de la Pléiade » no 197, 1968  (ISBN 978-2-07-0105-49-6).